# Bojko Borisov
Bojko Metodiev Borisov (in bulgaro Бойко Методиев Борисов?; Bankya, 13 giugno 1959) è un politico bulgaro, leader del partito Cittadini per lo Sviluppo Europeo della Bulgaria (GERB).
È stato Primo ministro della Bulgaria per tre mandati: dal luglio 2009 al marzo 2013, dal novembre 2014 al gennaio 2017, e infine da maggio dello stesso anno fino a maggio 2021. È anche stato sindaco di Sofia dal 2005 al 2009.

## Biografia
Borisov è nato nel 1959 a Bankya (allora un villaggio, oggi una cittadina, parte della zona metropolitana di Sofia), figlio dell'ufficiale del ministero degli interni Metodi Borisov e della maestra di scuola elementare Veneta Borisova. Il nonno di Borisov fu ucciso nelle esecuzioni durante il colpo di Stato del 1944, e la sua fine influì negativamente sugli studi e sulla carriera di Borisov nel periodo del socialismo (prima del 1989).
Tra il 1982 ed il 1990 Borisov assunse diverse posizioni all'interno del ministero degli interni, tra cui pompiere e in seguito professore all'accademia di polizia di Sofia. Come membro dell'Ufficio di sicurezza nazionale Borisov prese parte alla protezione dei raccolti e dei fienili durante la campagna di cambiamento del nome rivolta ai cittadini di etnia turca negli anni '80.
Nel 1990 Borisov lasciò il ministero e nel 1991 fondò una compagnia privata di security, la Ipon-1, in realtà dedita al riciclaggio del denaro sporco. Servì da guardia del corpo per persone come Todor Živkov e Simeon Sakskoburggotski. Borisov si è impegnato attivamente nel karate dal 1980, servendo come allenatore nel team nazionale bulgaro e come arbitro nei tornei internazionali.

## Carriera politica
Tra il 2001 ed il 2005 Borisov è stato segretario capo del ministero degli interni bulgaro con il grado di generale. Alle elezioni parlamentari del 2005 si candidò come membro del parlamento nel Movimento Nazionale Simeone II e fu eletto in due regioni, ma decise di mantenere il suo lavoro di segretario capo al ministero.

### Sindaco di Sofia
In seguito nel 2005 Borisov si dimise dall'incarico ministeriale per partecipare alle elezioni per il posto di sindaco di Sofia, che vinse. Nel 2006 Borisov fondò un nuovo partito politico, Cittadini per lo Sviluppo Europeo della Bulgaria (Граждани за Европейското Развитие на България, Graždani za Evropejskoto Razvitie na Bălgarija, il cui acronimo, GERB, significa anche "stemma" in bulgaro). Il GERB vinse le prime elezioni del parlamento europeo della Bulgaria il 20 maggio 2007, nonostante la scarsa affluenza (28.6%),, cosa che spinse Borisov a rendere pubblico il suo desiderio per delle elezioni anticipate. Borisov non è il leader ufficiale del GERB, ma viene considerato un "leader informale", mentre quello ufficiale è Cvetan Cvetanov, che prestò servizio sotto Borisov al ministero degli interni ed in seguito come vicesindaco di Sofia, ma alla fine coinvolto nello scandalo delle intercettazioni e indagato dalla giustizia.

### Primo ministro della Bulgaria
Il GERB, il partito di Borisov, vinse le elezioni parlamentari del 5 luglio 2009, raccogliendo il 39.71% del voto popolare e 116 dei 240 seggi in parlamento. Borisov annunciò che sarebbe stato il candidato del partito come 50º Primo ministro della Bulgaria in quello che si aspettava essere un governo di centro-destra dominato dal GERB.
A seguito di alcune contestazioni, il 20 febbraio 2013 Borisov ha annunciato in parlamento le proprie dimissioni, a seguito di moti di piazza e del suicidio di varie persone che si sono date fuoco per protesta.
Nonostante questo, il suo partito ha vinto le ultime elezioni del 5 ottobre 2014 e Borisov di nuovo si è preso l'incarico di provare a formare una coalizione di governo.
Il 7 novembre 2014 il parlamento approva il nuovo governo di minoranza formato da Gerb-Blocco Riformista-Abv.

#### Elezioni parlamentari del 2022
Alle elezioni parlamentari del 2022, le quarte in meno di due anni, il suo partito ottiene il 24,48% dei voti e 67 seggi all'Assemblea Nazionale.

## Procedimenti giudiziari
Il 18 marzo 2022 Borisov è stato arrestato, nell'ambito di un'operazione condotta dalla Procura europea. L'accusa rivolta all'ex premier bulgaro è quella di estorsione (secondo l'avvocato). Secondo altre fonti si tratta di appropriazione indebita di fondi europei.

## Controversie

### Accuse di corruzione e collegamenti con la criminalità organizzata
Gli scandali e le controversie sulla corruzione che ne sono seguiti periodicamente hanno portato a segnalazioni di alti livelli di corruzione nel governo di Borisov. Secondo il Corruption Perceptions Index, compilato da Transparency International, il governo di Borisov era corrotto quanto i governi precedenti, con due dei suoi ministri più vicini - Cvetan Cvetanov e Miroslav Najdenov - indagati dal procuratore generale e dall'autorità fiscale per aver accettato tangenti mentre era in carica. Borisov ha comunque condotto una campagna anticorruzione.  Nonostante la promessa iniziale di Borisov, nessun rappresentante dei gabinetti precedenti è stato condannato.

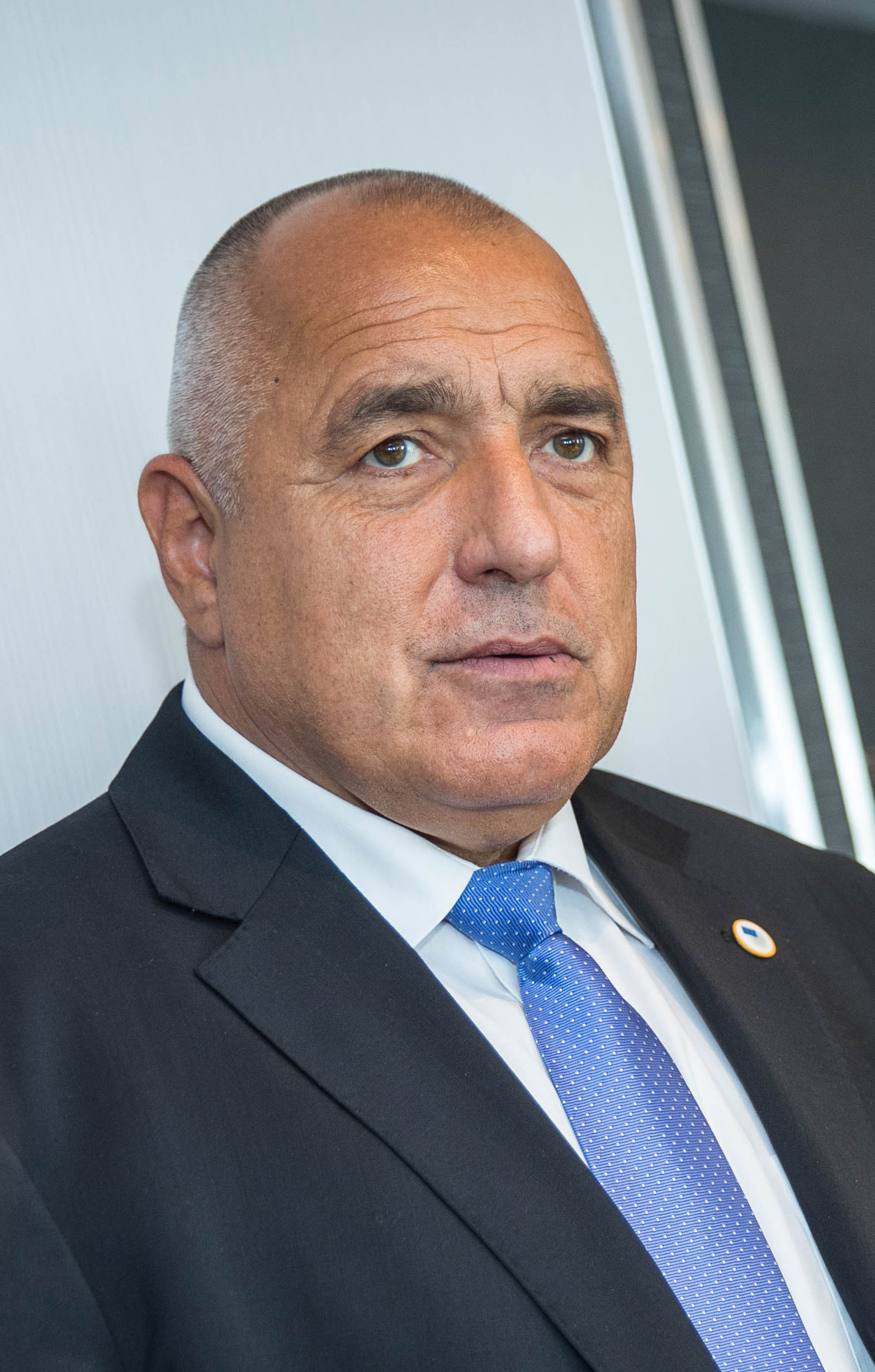
Bojko Borisov

Bokyo Borisov è stato accusato di legami mafiosi dall'ex ambasciatore in Bulgaria John Beyrle nel 2006, in una nota trapelata pubblicata da Wikileaks, di aver facilitato e insabbiato accordi illegali con LUKOIL e traffico di metanfetamine.
Nel 2007 Bojko Borisov è stato accusato dalla rivista US Congressional Quarterly (CQ) di essere direttamente collegato ai più grandi mafiosi in Bulgaria. CQ ha affermato che "il politico più potente in Bulgaria, il nuovo alleato di Washington nella guerra globale al terrore, è uno stretto collaboratore di noti mafiosi e legato a quasi 30 omicidi irrisolti nella repubblica del Mar Nero". Secondo un rapporto confidenziale compilato da ex alti funzionari delle forze dell'ordine statunitensi, Borisov aveva usato la sua posizione di segretario capo del ministero dell'Interno bulgaro per aiutare i boss della criminalità organizzata ad attaccare i loro oppositori.
Il 14 gennaio 2011, i giornalisti del settimanale bulgaro Galeria hanno distribuito registrazioni audio di una presunta conversazione tra Borisov e il capo dell'agenzia doganale Vanjo Tanov. I nastri rivelano che Borisov ha incaricato le autorità doganali di interrompere immediatamente le loro indagini sul birrificio "Ledenika", sospettato di attività illegali e reati fiscali. Tuttavia, il ministro delle finanze Simeon Djankov è stato registrato su nastro mentre ordinava al capo delle dogane di svolgere correttamente il suo lavoro e di non cedere alle richieste di Borisov.
Ciò ha creato una spaccatura all'interno del governo, poiché era opinione diffusa che le intercettazioni fossero state ordinate dal ministro dell'Interno Cvetan Cvetanov. Successivamente quei nastri furono dichiarati "manipolati" (non potendo stabilire se fossero falsi o meno) da due esami indipendenti. All'inizio di luglio, Borisov ha ammesso che la conversazione era stata genuina, sebbene manomessa, mentre rilasciava un'intervista ai blogger bulgari alla presenza del ministro dell'Interno.  Un'indagine del marzo 2013 del procuratore generale suggerisce che l'intercettazione sia stata ordinata da Cvetan Cvetanov, fidato deputato di Borisov nel partito GERB, con l'obiettivo di sbarazzarsi del capo della dogana Vanjo Tanov.
La corruzione si è diffusa sotto il suo governo, rendendo la Bulgaria il peggior paese dell'Unione Europea secondo l'ONG Transparency International. Il premier e il suo entourage avrebbero beneficiato in particolare di un sistema di appropriazione indebita dei fondi strutturali europei stanziati per la costruzione delle autostrade. Il politologo Evgenij Dajnov afferma: "[Bojko Borisov] ha imposto la struttura feudale di una banda di cui è il capo, con i suoi luogotenenti intorno a lui e capi locali, alcuni dei quali hanno precedenti penali. Il loro obiettivo: trarre profitto privato da fondi pubblici". Nonostante la divulgazione di documenti compromettenti, come registrazioni audio o foto scattate da una delle sue amanti che mostrano numerosi mazzi di banconote da 500 euro in un cassetto, la giustizia bulgara non ha mai aperto un'inchiesta sulla vicenda.